# Ignacio Scocco
Ignacio Martín Scocco (Hughes, Santa Fe; 29 de mayo de 1985), más conocido como Nacho Scocco, es un futbolista argentino que juega como delantero.  Actualmente juega de forma amateur en el Hughes FC de la Liga Venadense de Fútbol de Argentina.

## Trayectoria

### Inicios
Jugó en las divisiones inferiores del Hughes Football Club de su ciudad natal hasta los catorce años, cuando pasó al Club del Parque de la independencia de Rosario. Debutó en la Primera División de Argentina el 4 de abril de 2004, bajo la conducción técnica de Américo Gallego. Ese mismo año, fue campeón del Torneo Apertura y le ganó el puesto de centrodelantero titular a Mário Jardel. Integró también en el plantel de Newell's que disputó el Torneo Apertura 2004.

### Universidad Nacional
En julio de 2006 fue transferido al Club Universidad Nacional, dirigido por Ricardo Ferretti. Su debut se produjo el 5 de agosto de ese año, en el partido que su equipo perdió 1:0 frente al Atlas de Guadalajara, en el que jugó 75 minutos.
En 2007, la UNAM alcanzó la instancia final de la liguilla, pero perdió ante el Atlante por 2 a 1.

### Deportivo Toluca
Reforzó (a préstamo por Universidad) al Deportivo Toluca en sus partidos por los octavos de final de la Copa Libertadores 2007. Anotó un gol en dos partidos jugados por los octavos de final, en los que el equipo quedó eliminado frente al Cúcuta Deportivo de Colombia.

### AEK Atenas
En 2008 fue transferido al AEK Atenas FC de Grecia, por un monto de 1,5 millones de euros.
El 24 de marzo de 2011, frente a la casa del jugador en Atenas explotaron tres bombas de gas. Según la prensa griega, los atacantes podrían haber sido fanáticos del AEK, en protesta por la derrota 6 a 0 de su equipo ante el Olympiakos en la final de la Superliga de Grecia. El edificio sufrió daños menores, pero Scocco y su familia resultaron ilesos.

### Segunda etapa en Newell's Old Boys
Después de manifestar querer volver a Argentina por cuestiones personales, fichó a préstamo para Newell's Old Boys, donde marcó su primer gol ante San Martín (SJ) por la tercera fecha del Torneo Inicial 2012. Fue máximo goleador del campeonato, junto a Facundo Ferreyra, de Vélez Sarsfield, con trece goles.
En la Copa Libertadores 2013, frente a Olimpia de Paraguay, Scocco llegó a los cien partidos con la camiseta de Newell's.
Y en el partido contra el Deportivo Lara, de Venezuela, se convirtió en el máximo goleador en la historia del club en la Copa Libertadores con 8 goles, 4 en la edición 2006 y 4 en la de aquel año.
Ese mismo año, fue también campeón del Torneo Final 2013.

### SC Internacional
En julio de 2013, fichó por Internacional de Porto Alegre, que pagó 6,5 millones de dólares por su pase y acordó con el jugador una paga mensual de 159 mil dólares. Jugando para ese club convirtió el doblete más rápido del mundo, al hacer dos goles en 47 segundos, en el encuentro disputado contra Botafogo en la fecha 14 del Brasileirao 2013. Internacional perdía 1-0, a los 32:06 Scocco empató el partido de tiro libre y luego, a los 32:53 minutos, convirtió el segundo gol de un partido que terminó 3 a 3. En total, jugó 21 partidos en los que convirtió cuatro goles.

### Sunderland AFC
En enero de 2014 fichó por el Sunderland de Inglaterra, que  pagó 5 millones de dólares por su pase, por un período de 30 meses. Jugó ocho partidos en los que no convirtió ningún gol.

### Tercera etapa en Newell's Old Boys
En 2014 fichó su vuelta a Newell's Old Boys por cinco años por un pago de 3,6 millones de dólares al Sunderland. Su vuelta se hizo oficial en julio, junto a las de Leandro Fernández y Oscar Ustari.
Estuvo cerca de fichar por River Plate en enero de 2016 pero Newell's Old Boys no aceptó la oferta de 2 500 000 dólares, porque pretendía 3 500 000.
El 11 de junio de 2017, frente a Central Norte en el Estadio 15 de Abril, Scocco se convirtió en el sexto goleador histórico de Newell's, con 77 goles.

### River Plate
El 30 de junio de 2017 firmó contrato con River Plate.
La institución pagó un monto cercano a los 2 800 000 dólares por el pase.
El 30 febrero jugó su primer partido, ante Guaraní de Paraguay en la ida de los octavos de final de la Copa Libertadores 2017 en el estadio Defensores del Chaco de Asunción. Anotó de tiro libre el primer gol de un encuentro que River ganó 2-0. El 21 de septiembre, anotó cinco goles ante el Jorge Wilstermann boliviano en el partido de vuelta de los cuartos de final de la misma competición. Nunca antes un jugador de River había marcado cinco goles en un torneo continental. Además, se convirtió en el primer jugador en lograr un triplete en los primeros 20 minutos de un partido eliminatorio de Copa Libertadores. El 24 de octubre, en el partido por la semifinal, convirtió el gol con que su equipo le ganó 1:0 a Club Atlético Lanús. De esta manera, pasó a ser el jugador de River con más goles a partir de octavos de final en la Copa Libertadores, puesto que comparte con Hernán Crespo.
Con once goles en sus primeros once partidos, Scocco se convirtió en el segundo jugador de River con mejor comienzo, por detrás de Bernabé Ferreyra, quien en 1932 anotó quince en los primeros diez.
El 9 de diciembre, anotó un gol frente a Atlético Tucumán en la final de la Copa Argentina 2016-17, que su equipo ganó 2 a 1.
El 3 de febrero de 2018, en la fecha 14 de la Superliga argentina, convirtió los dos goles con los que River le ganó como local a Olimpo de Bahía Blanca por 2-0. Para el segundo tanto, eludió a seis rivales (incluido el arquero) antes de convertir. Algunos medios argentinos calificaron este gol de maradoneano.
En la final de la Supercopa Argentina, jugada frente a Boca el 14 de marzo en el estadio Malvinas Argentinas de Mendoza, Scocco convirtió el segundo gol, dos minutos después de haber ingresado en reemplazo de Lucas Pratto.
El 18 de marzo, en la fecha 20 de la Superliga, anotó dos de los tres goles del partido en el Monumental contra Belgrano de Córdoba.
El 23 de septiembre, como visitante contra Boca Juniors, entró en el segundo tiempo por Lucas Pratto y anotó el gol que le permitió ganar a River 0-2.
El 2 de octubre, anotó el primer gol ante Independiente, por cuartos de final de Copa Libertadores que ganó  su equipo por 3-1.
El 9 de diciembre de 2018, River fue campeón de la Copa Libertadores 2018, al ganarle 3-1 a Boca Juniors en el estadio Santiago Bernabéu de Madrid. El 31 de mayo de 2019, River ganó la Recopa Sudamericana tras vencer 3 a 0 a Atlético Paranaense de local. Debido a lesiones, Scocco no pudo participar en ninguna de las dos finales.
El 13 de diciembre de 2019, marcó el primer gol con el que River derrotó a Central Córdoba (SE) por 3-0 y se llevó la Copa Argentina 2018-19.
El 9 de junio de 2020 se oficializó su salida del club tras tomar la decisión de no renovar su contrato.

### Cuarta etapa en Newell's Old Boys
Luego de salir como agente libre de River Plate, el 1 de julio de 2020, firmó contrato con Newell's Old Boys, de esa manera concretó su cuarta etapa en la institución a sus 35 años por un año y medio hasta diciembre de 2021.
El 12 de diciembre de 2021, anunció que se retiraría del fútbol profesional.

### Vuelta a Hughes
Luego de anunciar su retiro del fútbol profesional, 'Nacho' anunció que jugaría en el club de su ciudad natal junto con Maxi Rodríguez. Actualmente sigue defendiendo los colores de Hughes FC.

## Selección nacional
El 19 de noviembre de 2012 fue convocado por Alejandro Sabella para el Superclásico de las Américas por el partido de vuelta contra la Selección de Brasil que terminó 2-1 a favor de la Selección Argentina. En este encuentro, marcó un gol desde el punto del penal a los 81 minutos que estableció el 1 a 1 parcial y anotó el segundo gol en el minuto 89.

## Estadísticas

### Clubes
- Actualizado hasta el 20 de enero de 2021[39]

| Newell's Old Boys Argentina | 1.ª                 | 2004                | 6   | 0   | —  | —  | —  | —  | —  | — | 6   | 0   | 0,00 |
| Newell's Old Boys Argentina | 1.ª                 | 2004-05             | 34  | 3   | —  | —  | —  | —  | —  | — | 34  | 3   | 0,08 |
| Newell's Old Boys Argentina | 1.ª                 | 2005-06             | 36  | 13  | —  | —  | 7  | 4  | —  | — | 43  | 17  | 0,39 |
| Newell's Old Boys Argentina | Total 1.ª etapa     | Total 1.ª etapa     | 76  | 16  | 0  | 0  | 7  | 4  | 0  | 0 | 83  | 20  | 0,24 |
| Universidad Nacional · México | 1.ª                 | 2006-07             | 32  | 11  | —  | —  | —  | —  | 2  | 0 | 34  | 11  | 0,31 |
| Deportivo Toluca · México | 1.ª                 | 2007                | —   | —   | —  | —  | 2  | 1  | —  | — | 2   | 1   | 0,50 |
| Universidad Nacional · México | 1.ª                 | 2007-08             | 34  | 12  | —  | —  | —  | —  | 6  | 5 | 40  | 17  | 0,42 |
| Universidad Nacional · México | Total club          | Total club          | 66  | 23  | 0  | 0  | 0  | 0  | 8  | 5 | 74  | 28  | 0,38 |
| AEK Atenas · Grecia | 1.ª                 | 2008-09             | 27  | 6   | 7  | 3  | 4  | 0  | 5  | 1 | 43  | 10  | 0,25 |
| AEK Atenas · Grecia | 1.ª                 | 2009-10             | 24  | 8   | 1  | 0  | 6  | 2  | 6  | 1 | 37  | 11  | 0,29 |
| AEK Atenas · Grecia | 1.ª                 | 2010-11             | 23  | 9   | 6  | 0  | 7  | 2  | 4  | 1 | 40  | 12  | 0,30 |
| AEK Atenas · Grecia | Total club          | Total club          | 74  | 26  | 14 | 3  | 17 | 4  | 15 | 3 | 120 | 33  | 0,28 |
| Al-Ain FC · Emiratos Árabes Unidos | 1.ª                 | 2011-12             | 19  | 9   | 7  | 2  | —  | —  | —  | — | 26  | 11  | 0,42 |
| Newell's Old Boys Argentina | 1.ª                 | 2012-13             | 33  | 24  | 1  | 0  | 12 | 6  | —  | — | 46  | 30  | 0,65 |
| SC Internacional · Brasil | 1.ª                 | 2013                | 17  | 3   | 4  | 1  | —  | —  | —  | — | 21  | 4   | 0,19 |
| Sunderland AFC Inglaterra | 1.ª                 | 2014                | 6   | 0   | 2  | 0  | —  | —  | —  | — | 8   | 0   | 0,00 |
| Newell's Old Boys Argentina | 1.ª                 | 2014                | 12  | 3   | —  | —  | —  | —  | —  | — | 12  | 3   | 0,25 |
| Newell's Old Boys Argentina | 1.ª                 | 2015                | 23  | 7   | —  | —  | —  | —  | —  | — | 23  | 7   | 0,30 |
| Newell's Old Boys Argentina | 1.ª                 | 2016                | 16  | 2   | 2  | 1  | —  | —  | —  | — | 18  | 3   | 0,16 |
| Newell's Old Boys Argentina | 1.ª                 | 2016-17             | 25  | 12  | 1  | 2  | —  | —  | —  | — | 26  | 14  | 0,53 |
| Newell's Old Boys Argentina | Total 3.ª etapa     | Total 3.ª etapa     | 76  | 24  | 3  | 3  | 0  | 0  | 0  | 0 | 79  | 27  | 0,34 |
| River Plate Argentina | 1.ª                 | 2017-18             | 25  | 10  | 7  | 4  | 10 | 8  | —  | — | 42  | 22  | 0,52 |
| River Plate Argentina | 1.ª                 | 2018-19             | 8   | 4   | 4  | 3  | 8  | 1  | —  | — | 20  | 8   | 0,40 |
| River Plate Argentina | 1.ª                 | 2019-20             | 19  | 6   | 4  | 2  | 5  | 0  | —  | — | 28  | 8   | 0,29 |
| River Plate Argentina | Total club          | Total club          | 52  | 20  | 15 | 9  | 23 | 9  | 0  | 0 | 90  | 38  | 0,42 |
| Newell's Old Boys Argentina | 1.ª                 | 2020                | —   | —   | 7  | 1  | —  | —  | —  | — | 7   | 1   | 0,14 |
| Newell's Old Boys Argentina | 1.ª                 | 2021                | 21  | 5   | 10 | 2  | 4  | 0  | —  | — | 35  | 7   | 0,20 |
| Newell's Old Boys Argentina | Total 4.ª etapa     | Total 4.ª etapa     | 21  | 5   | 17 | 3  | 4  | 0  | 0  | 0 | 42  | 8   | 0,19 |
| Newell's Old Boys Argentina | Total club          | Total club          | 206 | 69  | 21 | 6  | 23 | 10 | 0  | 0 | 250 | 85  | 0,34 |
| Total en su carrera | Total en su carrera | Total en su carrera | 440 | 150 | 62 | 21 | 65 | 24 | 23 | 8 | 590 | 203 | 0,34 |
| (1) Las copas nacionales se refiere a la Copa Argentina, Copa México, Copa de Brasil y la Copa de Grecia. (2) Las copas internacionales se refiere a la Copa Libertadores, Copa Sudamericana, Liga de Campeones de la UEFA, Liga Europa de la UEFA y Mundial de Clubes. (3) No incluye datos de partidos amistosos ni categorías inferiores. |                     |                     |     |     |    |    |    |    |    |   |     |     |      |

### Selección
La siguiente tabla detalla los encuentros disputados por Scocco en la Selección Argentina Absoluta.
| 21-11-2012 | Estadio Alberto J. Armando (Buenos Aires) | Argentina | 2:1 | Brasil | Amistoso            | 2 | 0 | No |
| Total      | Presencias                                |           | 1   |        | Goles y asistencias | 2 | 0 |    |

| Selección | Año   | Amistosos | Amistosos | Amistosos | Eliminatorias | Eliminatorias | Eliminatorias | Copa América | Copa América | Copa América | Mundial | Mundial | Mundial | Juegos Olímpicos | Juegos Olímpicos | Juegos Olímpicos | Total | Total | Total | Media goleadora |
| Selección | Año   | PJ        | G         | A         | PJ            | G             | A             | PJ           | G            | A            | PJ      | G       | A       | PJ               | G                | A                | PJ    | G     | A     | Media goleadora |
| --------- | ----- | --------- | --------- | --------- | ------------- | ------------- | ------------- | ------------ | ------------ | ------------ | ------- | ------- | ------- | ---------------- | ---------------- | ---------------- | ----- | ----- | ----- | --------------- |
| Argentina |       |           |           |           |               |               |               |              |              |              |         |         |         |                  |                  |                  |       |       |       |                 |
| 2012      | 1     | 2         | 0         | -         | -             | -             | -             | -            | -            | -            | -       | -       | -       | -                | -                | 1                | 2     | 0     | 2,00  |                 |
| Total     | Total | 1         | 2         | 0         | -             | -             | -             | -            | -            | -            | -       | -       | -       | -                | -                | -                | 1     | 2     | 0     | 2,00            |

### Resumen estadístico
| Competición             | Partidos | Goles | Promedio |
| ----------------------- | -------- | ----- | -------- |
| Primera División        | 440      | 150   | 0,34     |
| Copas Nacionales        | 62       | 21    | 0,33     |
| Torneos Internacionales | 65       | 24    | 0,37     |
| Otras competiciones     | 23       | 8     | 0,34     |
| Selección de Argentina  | 1        | 2     | 2,00     |
| TOTAL                   | 591      | 205   | 0,34     |

### Hat-tricks
| 1 | 17 de marzo de 2007      | Estadio Olímpico Universitario, Ciudad de México | Pumas UNAM - Querétaro              | 3 | 3 - 3 | Torneo Clausura 2007   |
| 2 | 18 de marzo de 2017      | Marcelo Bielsa, Rosario                          | Newell's Old Boys - Vélez Sarsfield | 3 | 3 - 0 | Campeonato 2016-17     |
| 3 | 21 de septiembre de 2017 | Monumental, Buenos Aires                         | River Plate - Jorge Wilstermann     | 5 | 8 - 0 | Copa Libertadores 2017 |

## Palmarés

### Títulos nacionales
| Título               | Club              | País                   | Año     |
| -------------------- | ----------------- | ---------------------- | ------- |
| Primera División     | Newell's Old Boys | Argentina              | A-2004  |
| Copa de Grecia       | AEK Atenas        | Grecia                 | 2010-11 |
| EAU Pro-League       | Al-Ain            | Emiratos Árabes Unidos | 2011-12 |
| Supercopa de los EAU | Al-Ain            | Emiratos Árabes Unidos | 2012    |
| Primera División     | Newell's Old Boys | Argentina              | F-2013  |
| Copa Argentina       | River Plate       | Argentina              | 2016-17 |
| Supercopa Argentina  | River Plate       | Argentina              | 2017    |
| Copa Argentina       | River Plate       | Argentina              | 2018-19 |

### Títulos internacionales
| Título              | Equipo      | Sede         | Año  |
| ------------------- | ----------- | ------------ | ---- |
| Copa Libertadores   | River Plate | Madrid       | 2018 |
| Recopa Sudamericana | River Plate | Buenos Aires | 2019 |

### Distinciones individuales
| Distinción                                                            | Año     |
| --------------------------------------------------------------------- | ------- |
| Mejor jugador de la Superliga de Grecia.                              | 2009/10 |
| Mayor cantidad de goles en debut con la Selección Argentina (2 goles) | 2012    |
| Doblete más rápido en debut con la Selección Argentina (22 minutos)   | 2012    |
| Máximo goleador de la Primera División (13 goles).                    | I-2012  |
| Máximo goleador de la Primera División (11 goles).                    | F-2013  |
| Parte del Equipo Ideal de América.                                    | 2013    |
| Máximo goleador Internacional de Newell's Old Boys (10 goles).        | 2013    |
| Doblete más rápido del mundo (47 s).                                  | 2017    |
| Sexto goleador histórico de Newell's Old Boys                         | 2017    |